# Martijn Tusveld
Martijn Tusveld, né le 9 septembre 1993 à Utrecht, est un coureur cycliste néerlandais.

## Biographie
Martijn Tusveld naît le 9 septembre 1993 à Utrecht aux Pays-Bas.

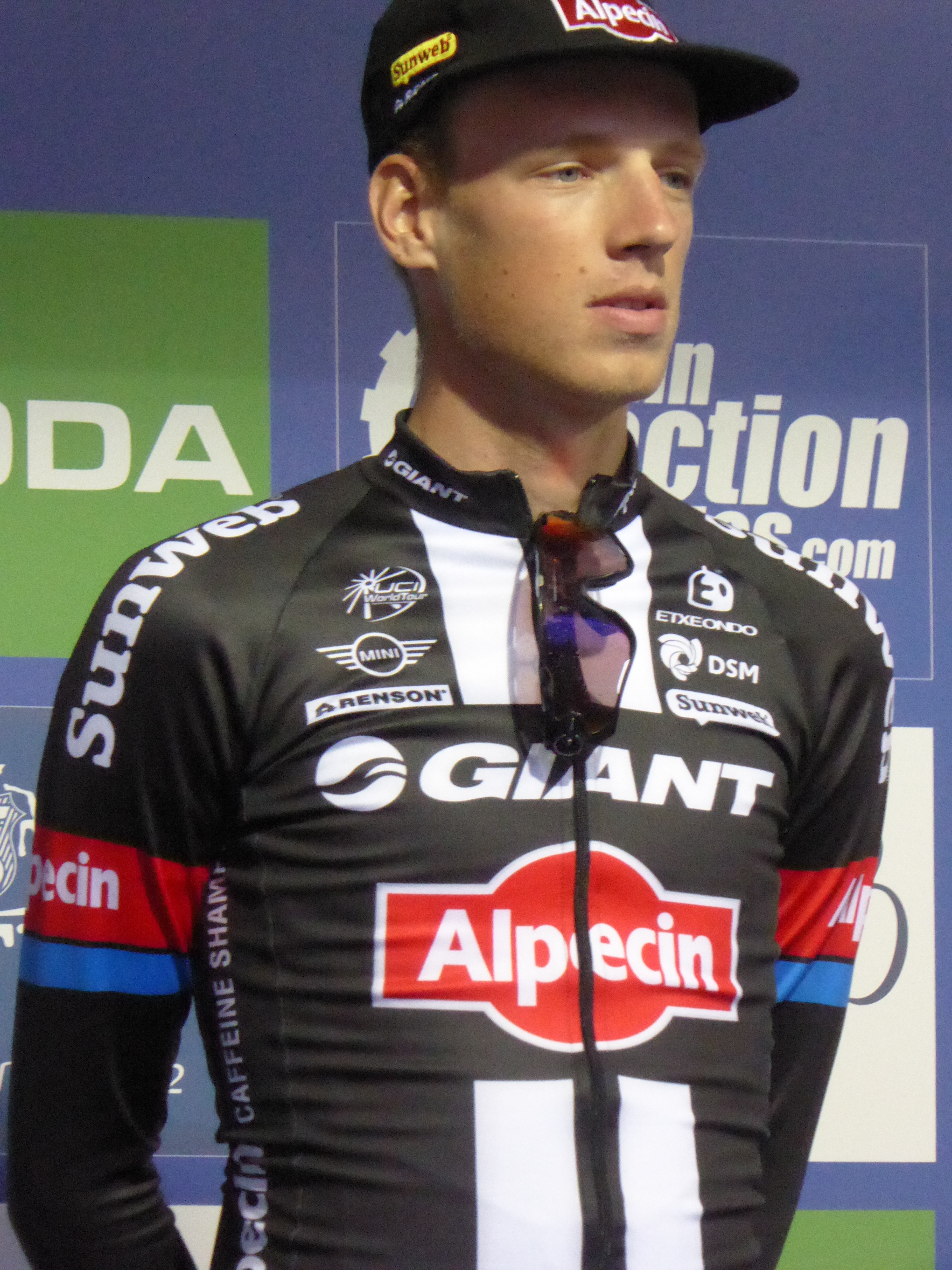
Martijn Tusveld lors du Tour de Grande-Bretagne 2016, alors en stage chez Giant-Alpecin.

En 2012, Martijn Tusveld intègre l'équipe Rabobank Continental. Son meilleur résultat cette année-là est une dixième place au Tour de Chine I.
En 2013, l'équipe prend le nom de Rabobank Development. Il termine 4e de Liège-Bastogne-Liège espoirs et 3e du championnat des Pays-Bas du contre-la-montre espoirs. Il est sélectionné au sein de l'équipe nationale espoirs pour disputer le prestigieux Tour de l'Avenir en août, qu'il termine 43e au classement général. Il participe le mois suivant au championnat du monde du contre-la-montre par équipes où l'équipe Rabobank Development prend une 19e place.
En 2014, il entre dans l'équipe WorldTour Belkin en tant que stagiaire à partir d'août. Il participe ainsi au sein de cette équipe au Tour de l'Utah qu'il abandonne lors de la sixième étape et à l'Eurométropole Tour (100e). Il réalise cependant son meilleur résultat en octobre lors de la 23e édition de Paris-Tours espoirs, marquée par le triplé des coureurs de Rabobank Development. En effet, il est devancé par Mike Teunissen et précède Sam Oomen sur la ligne, tous deux ses coéquipiers.
En 2015, il est 10e du Triptyque des Monts et Châteaux et 9e de Liège-Bastogne-Lièges espoirs au mois d'avril.
Au deuxième semestre 2016, il signe un contrat avec la formation néerlandaise Roompot-Nederlandse Loterij.

## Palmarès et classements mondiaux

### Palmarès
- 2010[1]
  - 3e du championnat des Pays-Bas de poursuite juniors
- 2011
  - 2e du Grand Prix André Noyelle
- 2013
  - 3e du championnat des Pays-Bas du contre-la-montre espoirs
- 2014
  - 2e de Paris-Tours espoirs
- 2015
  - 2e du championnat des Pays-Bas du contre-la-montre espoirs
  - 2e de Paris-Tours espoirs
  - 3e du Tour de Lombardie amateurs
- 2016
  - 2e étape de l'Istrian Spring Trophy
  - 2e de l'Istrian Spring Trophy
- 2018
  - 2e étape des Hammer Series (contre-la-montre par équipes)
- 2019
  - 10e du Tour du Guangxi

### Résultats sur les grands tours

#### Tour de France
1 participation
- 2022 : 64e

#### Tour d'Italie
3 participations
- 2020 : 26e
- 2022 : 43e
- 2023 : abandon (10e étape)

#### Tour d'Espagne
4 participations
- 2018 : 80e
- 2019 : 26e
- 2021 : 34e
- 2024 : 63e

### Classements mondiaux
| Année                                 | 2012 | 2013 | 2014 | 2015 | 2016 | 2017 | 2018  | 2019 | 2020 | 2021 | 2022  | 2023  | 2024  |
| ------------------------------------- | ---- | ---- | ---- | ---- | ---- | ---- | ----- | ---- | ---- | ---- | ----- | ----- | ----- |
| UCI World Tour                        |      |      |      |      | nc   | nc   | 308e  |      |      |      |       |       |       |
| Classement mondial                    |      |      |      |      | 547e | 813e | 1067e | 760e | 976e | 601e | 1195e | 2661e | 1559e |
| UCI Europe Tour                       | nc   | 712e | 404e | 310e | 492e | 657e | 1112e | 553e | 763e | 485e | 835e  | nc    | nc    |
| UCI Asia Tour                         | 220e | nc   | nc   | nc   | 154e | nc   | 448e  |      |      |      |       |       |       |
| UCI Oceania Tour                      | nc   | nc   | nc   | nc   | nc   | 72e  | nc    |      |      |      |       |       |       |
|                                       |      |      |      |      |      |      |       |      |      |      |       |       |       |
| Légende : nc = non classéSource : UCI |      |      |      |      |      |      |       |      |      |      |       |       |       |